# Elza Soares & João de Aquino
Elza Soares & João de Aquino é um álbum de estúdio da cantora e compositora brasileira Elza Soares em colaboração com o músico brasileiro João de Aquino, lançado em dezembro de 2021 pela gravadora Deckdisc.

## Antecedentes
Após um longo período sem lançar discos, Elza Soares tentou uma volta tímida aos lançamentos musicais no final da década de 1980. No entanto, durante a maior parte da década de 1990, Elza Soares continuou vivendo dificuldades no mercado fonográfico, com apenas o álbum Trajetória, 1997, lançado. Neste mesmo período, a cantora gravou outro álbum com João de Aquino, que nunca fora lançado. Aquino já tinha trabalhado com Elza como produtor no álbum Elza Negra, Negra Elza (1980).

## Gravação
Em meados de 1997, Elza Soares entrou em estúdio com João de Aquino e gravou o álbum Elza Soares & João de Aquino. A obra é totalmente acústica, com apenas os músicos interpretando as faixas com voz e violão. Em entrevista ao O Globo, Aquino disse que "a Elza sempre foi tachada de a Rainha do Samba e não tinha um disco cru, um disco à vontade. Ela inventou muita coisa nessa gravação. As pessoas tinham que saber que voz é essa, só com o violão".
O álbum foi gravado em apenas uma sessão, com as músicas sendo escolhidas por Elza naquele mesmo momento. A cantora afirmou que "naquele dia, eu fui escolhendo as músicas com a minha cabeça louca, fui cantando, o João foi me acompanhando e deu certo".

## Lançamento e recepção
| Críticas profissionais | Críticas profissionais |
| Avaliações da crítica  | Avaliações da crítica  |
| Fonte                  | Avaliação              |
| ---------------------- | ---------------------- |
| G1                     | [ 3 ]                  |

Elza Soares & João de Aquino foi lançado em dezembro de 2021 pela gravadora Deckdisc. O álbum recebeu avaliações uma avaliação favorável de Mauro Ferreira, para o G1. Com cotação de 5 de 5 estrelas, o crítico afirmou que o projeto foi "um dos grandes álbuns deste ano de 2021" e "disco de emoções concentradas, destiladas sem os excessos do melodrama ao qual a cantora poderia até se permitir".
O álbum foi o último trabalho lançado em vida pelos dois artistas. Elza Soares e João de Aquino morreram em 2022.

## Faixas
A seguir lista-se as faixas, compositores e durações de cada canção de Elza Soares & João de Aquino:
| N.º            | Título                                                    | Compositor(es)                                         | Duração |  |
| 1.             | "Drão"                                                    | Gilberto Gil                                           | 5:07    |  |
| 2.             | "Cenário da Terra"                                        | Aldir Blanc João de Aquino                             | 6:49    |  |
| 3.             | "Hoje"                                                    | Taiguara                                               | 4:39    |  |
| 4.             | "Devagar com a Louça" (Incidental: "Moonlight Serenade")  | Haroldo Barbosa Luiz Reis Glenn Miller Mitchell Parish | 6:00    |  |
| 5.             | "Super Homem, a Canção"                                   | Gil                                                    | 5:13    |  |
| 6.             | "Antonico"                                                | Ismael Silva                                           | 4:57    |  |
| 7.             | "Meu Guri"                                                | Chico Buarque                                          | 5:33    |  |
| 8.             | "Mambo da Cantareira"                                     | Barbosa da Silva Eloíde Warthon                        | 4:34    |  |
| 9.             | "Juventude Transviada" (citação: "Lamento da Lavandeira") | Luiz Melodia João Vieira Filho Monsueto Nilo Chagas    | 3:44    |  |
| 10.            | "Eu Sonhei que Tu Estavas Tão Linda"                      | Francisco Mattoso Lamartine Babo                       | 3:46    |  |
| 11.            | "Que Maravilha"                                           | Jorge Ben Jor Toquinho                                 | 4:01    |  |
| 12.            | "Como Uma Onda (Zen-Surfismo)"                            | Lulu Santos Nelson Motta                               | 4:01    |  |
| 13.            | "Cartão de Visita"                                        | Edgardo Luis Nilton Pereira                            | 2:13    |  |
| Duração total: | Duração total:                                            | Duração total:                                         | 60:05   |  |